# 去哥薩克化
去哥薩克化（羅馬化：Raskazachivaniye）是布尔什维克在1919年至1933年之间有系统地镇压俄国帝国的哥萨克人、特别是頓河和库班哥薩克人的政策，旨在消除成作為一个独立的民族、政治和经济实体的哥萨克人。这是苏联领导人决定“消灭，灭绝和驱逐整个领土的人口”的第一个例子，他们曾称其为“苏维埃的旺代”  ，去哥薩克化常被描述为种族清洗。学者彼得·霍尔奎斯特（Peter Holquist）描述這一事件为“无情”和“彻底消除國內不被接受群体的尝试”，表明苏联政权“致力于社会工程”。

## 背景
从16世纪到20世纪初，哥萨克人既是少數民族，也是俄罗斯帝国的特殊社会群体。由于其军事传统，哥萨克部队在17至20世纪的俄罗斯對外战争中发挥了重要作用，例如克里米亚战争（1853-1856）、拿破仑战争、多次俄土战争和1914-18年的第一次世界大战。在19世纪末和20世纪初，沙皇政权部署了哥萨克分队来执行警察任务和镇压革命运动，特别是在1905年至1907年。
在1917年十月革命前夕，沙皇即调动大量哥萨克部队进入圣彼得堡以保卫政权。十月革命之后，俄国新的布尔什维克共产党政权与许多哥萨克人爆发了冲突。在顿河地区，顿河哥萨克人的領袖阿列克謝·卡列金宣布，他将“与其他哥萨克政府紧密合作，全力支持”克伦斯基的部队。作為拉达（Rada）、库班、泰瑞克（Terek）和奥伦堡（Orenburg）的哥薩克的領袖，卡列金试图推翻俄罗斯的苏联政权。 
1918年5月8日，德意志帝国军队入侵并占领罗斯托夫后，在頓河州成立了由彼得·尼古拉耶維奇·克拉斯諾夫领导的政府。 1918年7月，克拉斯諾夫的哥萨克白軍发动了对察里津（今伏尔加格勒）的首次入侵。苏军在9月7日前进行了反击并将其赶出了哥萨克白軍。9月22日，克拉斯诺夫的部队第二次入侵了察里津，但到10月25日，苏军将克拉斯诺夫的部队赶回了顿。1919年1月1日，克拉斯诺夫发动第三次入侵察里津。苏军击退了入侵，并于1919年2月中旬迫使克拉斯诺夫的部队撤出了察里津 。

## 历史
该政策是根据1919年1月24日布尔什维克党的一项秘密决议制定的，该决议命令地方分支机构“对富裕的哥萨克人进行大规模袭击，将其全部消灭；对参与其中的任何哥萨克人进行无情的大规模恐怖袭击。以任何方式直接或间接地与苏维埃政权作斗争”。
仅在1919年3月中旬，契卡就处决了8,000多名哥萨克人。在通常情況下，革命法院都在几分钟之内通过了简易判决，而全部人员因“反革命行为”而被处决。
1920年11月，契卡的负责人捷爾任斯基向列宁报告：

共和国必须在南部战线安排容納大約10萬俘虜的集中營，并从反叛的特雷克、库班和頓河的[哥萨克]定居点驱逐出大批民众。今天，403名14至17岁的哥萨克男女来到奥廖尔集中营。由于奥廖尔已经超载，他們无法被接納。

據統計，大約有30至50萬人死於去哥薩克化運動中。